# A’Salfo
Salif Traoré (n. 15 martie 1979, Abidjan, Coasta de Fildeș), mai cunoscut sub numele său de scenă A'salfo, este un cântăreț ivorian. El este solistul grupului Magic System.

## Carieră
Născut pe 15 martie 1979 la Abidjan, A'salfo provine dintr-o familie de opt frați și surori. Tatăl său este muncitor într-o firmă de construcții, mama lui este casnică fără profesie. De mic a preferat muzica studiilor sub influența fratelui său mai mare Ali, care era chitarist.
În 1997, A'salfo a devenit unul dintre membrii fondatori ai grupului Magic System. Un grup format din: Goudé, Tino și Manadja După succesul hit-ului Premier Gaou (300.000 de single-uri vândute doar în Franța), a vizitat academia de muzică din Franța și a devenit unul dintre tenorii artiștilor africani care au absolvit muzică.
La 20 august 2012, a fost numit Ambasador de bunăvoință UNESCO de către Irina Bokova pentru mesajele sale în favoarea păcii.

În 2016 și 2017, a fost membru al juriului la emisiunea-concurs The Voice Afrique Francophone. După ce s-a stabilit în Franța, în departamentul Yvelines, în anul 2000, A'Salfo s-a întors treptat în Coasta de Fildeș.
Acolo, cu grupul Magic System, a creat Festivalul de Muzică Anoumanbo, FEMUA, care reunește artiști africani din cartierul în care a copilărit.
În 2023 a obținut un Master în Management Global de la HEC Paris.